# Uraeotyphlus
Genre
Uraeotyphlus est un genre de gymnophiones de la famille des Ichthyophiidae.

## Répartition
Les sept espèces de ce genre sont endémiques des Ghâts occidentaux en Inde.

## Liste des espèces
Selon Amphibian Species of the World (10 février 2014) :
- Uraeotyphlus gansi Gower, Rajendran, Nussbaum & Wilkinson, 2008
- Uraeotyphlus interruptus Pillai & Ravichandran, 1999
- Uraeotyphlus malabaricus (Beddome, 1870)
- Uraeotyphlus menoni Annandale, 1913
- Uraeotyphlus narayani Seshachar, 1939
- Uraeotyphlus oommeni Gower & Wilkinson, 2007
- Uraeotyphlus oxyurus (Duméril & Bibron, 1841)

## Publication originale
- Peters, 1880 "1879" : Über die Eintheilung der Caecilien und insbesondere über die Gattungen Rhinatrema und Gymnopis. Monatsberichte der Königlichen Preussischen Akademie der Wissenschaften zu Berlin, vol. 1879, p. 924-945 (texte intégral).